# Oiry

Oiry este o comună în departamentul Marne, Franța. În 2009 avea o populație de 893 de locuitori.